# Yana Alekseevna
Yana Alekseevna (ukrainisch Яна Олексіївна Сидор Jana Oleksijiwna Sydor, geb. Зав'ялова Sawjalowa; * 30. Oktober 1987 in Leningrad) ist eine aserbaidschanische Boxerin ukrainischer Herkunft.

## Karriere
Jana Sawjalowa gewann für die Ukraine jeweils eine Bronzemedaille bei den Europameisterschaften 2007 und den Europameisterschaften 2009.
Nachdem sie schwanger wurde, nahm sie eine zweijährige Auszeit vom Boxen. Aus finanziellen Gründen nahm sie die aserbaidschanische Staatsbürgerschaft an und tritt seitdem für Aserbaidschan an.
Im April 2013 nahm sie am Feliks-Stamm-Gedächtnisturnier in Warschau teil. Hier belegte sie am Ende den zweiten Platz im Leichtgewicht (bis 60 kg). Darauf folgten mehrere Teilnahmen an internationalen Turnieren in Polen und Deutschland in den Jahren 2013 und 2014 – u. a. unterlag sie der Finnin Mira Potkonen mit 3:0 Punktrichterstimmen –, bevor sie 2014 erstmals bei den Weltmeisterschaften startete und nach Siegen u. a. über die Gewinnerin der Commonwealth Games 2014 Shelley Watts, Australien (3:0), und Estelle Mossely, Frankreich (2:1), überraschend das Finale erreichte. In diesem stand ihr die Titelverteidigerin Katie Taylor, Irland, gegenüber, der sie mit 3:0 Punktrichterstimmen unterlag und damit die Silbermedaille gewann.
2015 startete Alekseevna bei den Europaspielen in Baku, scheitere aber nach Siegen über Potkonen (3:0) und der amtierenden Weltmeisterin im Federgewicht (bis 57 kg) Sinaida Dobrynina, Russland (3:0), im Halbfinale wieder an Taylor. Beim europäischen Olympiaqualifikationsturnier im Jahr 2016 gelang Alekseevna dann eine kleine Sensation: nicht nur gewann sie das Turnier mit einem Finalsieg über Irma Testa, Italien (2:1), und qualifizierte sich damit für die Olympischen Spiele 2016 in Rio de Janeiro, sondern sie brachte Katie Taylor im Halbfinale auch ihre erste Niederlage seit 2007 bei.
Bei den Weltmeisterschaften 2016 schied Alekseevna im Viertelfinale gegen Mossely (3:0) aus.
Sie wurde 2015 mit der Tərəqqi-Medaille ausgezeichnet.